# Fassa Bortolo
Fassa Bortolo (Kod UCI: FAS) – włoska zawodowa grupa kolarska istniejąca w latach 2000–2005.
Jedna z najbardziej utytułowanych grup kolarskich początku XXI wieku. 

## Ostatni skład (2005)
| Skład drużyny 2005  | Skład drużyny 2005 | Skład drużyny 2005 | Skład drużyny 2005                |
| Imię i nazwisko     | Data urodzenia     | Państwo            | Poprzednia grupa                  |
| ------------------- | ------------------ | ------------------ | --------------------------------- |
| Andrus Aug          | 22 maja 1972       | Estonia            | Domina Vacanze (2004)             |
| Fabio Baldato       | 13 czerwca 1968    | Włochy             | Alessio-Bianchi (2004)            |
| Lorenzo Bernucci    | 15 września 1979   | Włochy             | Landbouwkrediet-Colnago (2004)    |
| Paolo Bossoni       | 2 lipca 1976       | Włochy             | Lampre (2004)                     |
| Marzio Bruseghin    | 15 czerwca 1974    | Włochy             | iBanesto.com (2002)               |
| Fabian Cancellara   | 18 marca 1981      | Szwajcaria         | Mapei-Quick Step (2002)           |
| Francesco Chicchi   | 27 listopada 1980  | Włochy             | UC Trevigiani (2002)              |
| Massimo Codol       | 27 lutego 1973     | Włochy             | Mercatone Uno-Scanavino (2003)    |
| Claudio Corioni     | 26 grudnia 1982    | Włochy             |                                   |
| Mauro Facci         | 11 maja 1982       | Włochy             |                                   |
| Juan Antonio Flecha | 17 września 1977   | Hiszpania          | iBanesto.com (2003)               |
| Dario Frigo         | 18 września 1973   | Włochy             | Tacconi Sport (2002)              |
| Massimo Giunti      | 29 lipca 1974      | Włochy             | Domina Vacanze (2004)             |
| Wołodymyr Hustow    | 15 lutego 1977     | Ukraina            |                                   |
| Andrej Hauptman     | 5 maja 1975        | Słowenia           | Lampre (2004)                     |
| Kim Kirchen         | 3 lipca 1978       | Luksemburg         | De Nardi-Pasta Montegrappa (2000) |
| Gustav Larsson      | 20 września 1980   | Szwecja            |                                   |
| Vincenzo Nibali     | 14 listopada 1984  | Włochy             |                                   |
| Alberto Ongarato    | 24 lipca 1975      | Włochy             | Domina Vacanze-Elitron (2003)     |
| Alessandro Petacchi | 3 stycznia 1974    | Włochy             | Navigare-Gaerne (1999)            |
| Roberto Petito      | 1 lutego 1971      | Włochy             | Saeco-Cannondale (1999)           |
| Fabio Sacchi        | 23 maja 1974       | Włochy             | Saeco (2003)                      |
| Julián Sánchez      | 26 lutego 1980     | Hiszpania          |                                   |
| Kanstancin Siucou   | 9 sierpnia 1982    | Białoruś           | Lokomotiv (2003)                  |
| Matteo Tosatto      | 14 maja 1974       | Włochy             | Ballan-Alessio (1999)             |
| Marco Velo          | 9 marca 1974       | Włochy             | Mercatone Uno-Stream TV (2001)    |
|                     |                    |                    |                                   |
| Źródło: UCI         |                    |                    |                                   |